# Patrizia Di Malta
Patrizia Di Malta (Milano, 4 aprile 1958) è una cantante, paroliera e traduttrice italiana con cittadinanza brasiliana.

## Biografia
Nata a Milano da madre francese e padre italiano, trascorre l'adolescenza in Brasile dove si trasferisce con i genitori. Torna in Italia dopo l'adolescenza.

## Carriera

### Cantante

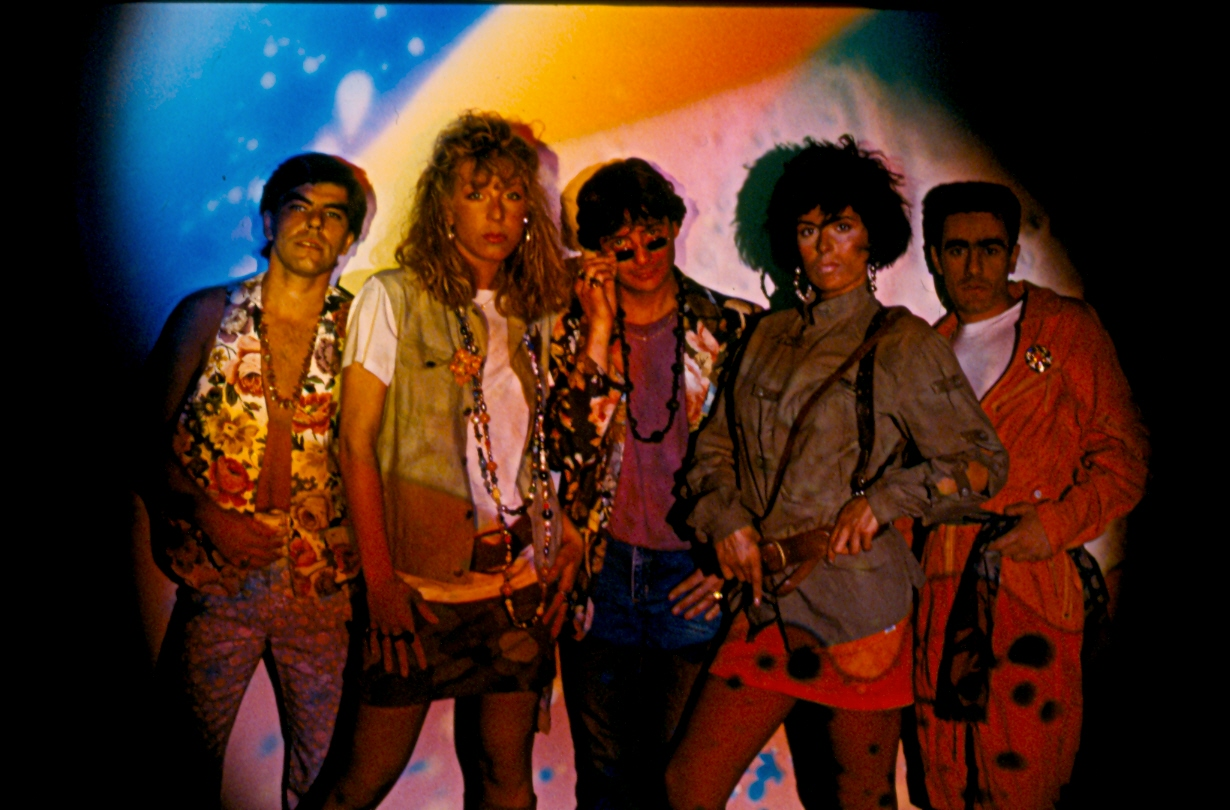
Patrizia Di Malta (seconda da destra) nel Gruppo Italiano (1985)

Esordisce a 10 anni in Chissà chi lo sa, di Febo Conti imitando Mina, Rita Pavone, Nada, Patty Pravo.
Dal 1981 al 1986 è ai vertici delle classifiche pop come voce solista del Gruppo Italiano (che lanciarono le hit Tropicana' e Anni ruggenti), che lascia per intraprendere un percorso da solista.
Nel 1991 insieme a Paola Folli partecipa come corista all'album 'Na bruta banda inciso dal gruppo Pitura Freska.
Nel 1996 incontra Fred Ventura che produce Onde, il suo primo album solista di soul elettronico e che esce nel 1997 per la casa discografica EMI, in cui oltre a essere la cantante è anche l'autrice dei testi. Nel 2001 esce l'album Vite possibili.
Nel 2012 torna a esibirsi dal vivo con Atlantico Negro, privilegiando il world-jazz e la ricerca musicale del natìo Brasile. Oltre all'inglese e italiano, canta in portoghese, spagnolo, francese e creolo capoverdiano.
Nel 2017 produce e incide con il Patrizia Di Malta Ensemble l'album South American Ways, piccola storia della evoluzione della musica brasiliana.
Dal gennaio 2017 collabora saltuariamente con il chitarrista brasiliano Luiz Meira, con il quale si esibisce in un duo voce e chitarra nello show SambaJazz e in quintetto nello spettacolo Il Brasile di Elis, omaggio alla cantante brasiliana di jazz Elis Regina; questo ultimo progetto viene portato avanti anche nel 2018 e 2019.
Nel settembre 2018 entra in sala di registrazione con il progetto Accordeonica, registrando l'omonimo album , da lei prodotto e pubblicato nel novembre 2018. Il progetto viene presentato anche all'estero, con spettacoli a Londra, Parigi, Amsterdam e altre città del nord Europa.

### Traduttrice letteraria
Nel 2002 abbandona l'attività discografica e per quasi dieci anni promuove e traduce in Italia testi della letteratura brasiliana. Ha tradotto in italiano opere di João Gilberto Noll, Luiz Ruffato e Daniel Pellizzari e ha curato l'antologia di racconti erotici Sex'n'Bossa, collezione di autori brasiliani contemporanei edita da Mondadori nel 2005.